# Thyropygus rubrolimbatus
Thyropygus rubrolimbatus är en mångfotingart som beskrevs av Pocock 1894. Thyropygus rubrolimbatus ingår i släktet Thyropygus och familjen Harpagophoridae. Inga underarter finns listade i Catalogue of Life.